# Honda Grand Prix of St. Petersburg 2012
Der Honda Grand Prix of St. Petersburg 2012 fand am 25. März in den Streets of St. Petersburg in Saint Petersburg, Florida, Vereinigte Staaten statt und war das erste Rennen der IndyCar-Series-Saison 2012.

## Berichte

### Hintergrund
Der Honda Grand Prix of St. Petersburg 2012 war das erste IndyCar-Rennen mit dem neuen Chassis, dem Dallara DW12. Erstmals seit der Saison 2005 (mit Ausnahme des Toyota Grand Prix of Long Beach 2008) war Honda nicht mehr exklusiver Motorenlieferant. Chevrolet und Lotus (in Kooperation mit Engine Developments) stiegen als Motorenlieferant in die IndyCar Series ein. Die alten V8-Saugmotoren wurden durch 2,2-Liter-V6-Turbotriebwerke ersetzt.
Ed Carpenter Racing trat erstmals zu einem Rennen an. Bei Sam Schmidt Motorsports und Sarah Fisher Racing gab es zwischen den Saisons Veränderungen in der Anteilsstruktur, weshalb die Teams als Schmidt-Hamilton Motorsports bzw. Sarah Fisher Hartman Racing an den Start gingen. Dragon Racing und Rahal Letterman Lanigan Racing kehrten in die IndyCar Series zurück.
Rubens Barrichello, der zu diesem Zeitpunkt der Fahrer mit den meisten Formel-1-Starts war, debütierte bei diesem Rennen für KV Racing Technology in der IndyCar Series. Darüber hinaus nahmen Katherine Legge (Lotus-Dragon Racing), die schon in der Champ-Car-Serie gefahren war, und Josef Newgarden (Sarah Fisher Hartman Racing) erstmals an einem Rennen der IndyCar Series teil. Sébastien Bourdais (Lotus-Dragon Racing), Simon Pagenaud (Schmidt-Hamilton Motorsports) und Justin Wilson (Dale Coyne Racing) kehrten in die IndyCar Series zurück. Ed Carpenter (Ed Carpenter Racing), Mike Conway (A. J. Foyt Enterprises), James Hinchcliffe (Andretti Autosport), Takuma Satō (Rahal Letterman Lanigan) und Oriol Servià (Lotus – DRR) starteten erstmals für ihre neuen Teams.
Mit Hélio Castroneves (zweimal), Graham Rahal, Ryan Briscoe, Will Power und Dario Franchitti (jeweils einmal) traten fünf ehemalige Sieger zu diesem Grand Prix an.

### Training
Im ersten Training erzielte Scott Dixon die schnellste Zeit vor den Penske-Piloten Briscoe und Power die schnellste Runde. Er hatte fast eine halbe Sekunde Vorsprung auf seinen ersten Verfolger. Während die Chevrolet- und Honda-Piloten ähnlich schnelle Rundenzeiten fuhren, hatte Servià als bester Lotus-Pilot über eine Sekunde Rückstand auf den ersten und lag auf dem 19. Platz. Im zweiten Training setzte Power die Bestzeit vor Briscoe und Franchitti. Simona de Silvestro als beste Fahrerin mit Lotus-Triebwerk hatte fast eine Sekunde Rückstand. Im dritten Training war Pagenaud der schnellste Pilot vor Power und Briscoe. Bourdais hatte den Rückstand der Lotus-Piloten auf unter sechs Zehntelsekunden gesenkt. Chancen auf eine vordere Startposition hatte Pagenaud jedoch nicht, da sein Motor vor dem finalen Training gewechselt wurde, was eine Strafversetzung um zehn Positionen nach sich zog.

### Qualifying
Der erste Abschnitt des Zeitentrainings wurde in zwei Gruppen ausgetragen. Die sechs schnellsten Piloten jeder Gruppe kamen ins zweite Segment. Die restlichen Startpositionen wurden aus dem Ergebnis des ersten Qualifyingabschnitts bestimmt, wobei den Fahrern der ersten Gruppe die ungeraden Positionen ab 13, und den Fahrern der zweiten Gruppe die geraden Positionen ab 14 zugewiesen wurden. In diesem Abschnitt fielen beide Fahrer von Lotus-Dragon Racing mit Fehlern auf. Bourdais drehte sich und sorgte für eine Unterbrechung des Qualifyings der zweiten Gruppe. Seine Teamkollegin Legge fuhr in der ersten Gruppe kurz vor Ende in einen Reifenstapel. In der ersten Gruppe fuhr Castroneves die schnellste Runde, in der zweiten Gruppe war Ryan Hunter-Reay der schnellste Pilot. Alle Lotus-Piloten schieden bereits in diesem Abschnitt aus. Bester von ihnen war Alex Tagliani auf der 17. Position.
Im zweiten Segment der Qualifikation qualifizierten sich die sechs schnellsten Fahrer für den finalen Abschnitt. Hinchcliffe erzielte die schnellste Rundenzeit. Neben ihm schafften es mit Power, Briscoe, Hunter-Reay und Castroneves insgesamt fünf Chevrolet-Fahrer, sowie alle Penske Piloten, in den dritten Teil des Qualifyings. Die sogenannten Firestone Fast Six komplettierte Pagenaud, der als einziger dieser sechs Fahrer mit einem Honda-Motor fuhr.
Power fuhr schließlich die schnellste Zeit und erzielte die Pole-Position vor seinem Teamkollegen Briscoe und Hunter-Reay. Es war die erste Pole-Position für Chevrolet und die dritte Pole-Position von Power in Folge in Saint Petersburg. Powers Pole-Zeit war 0,6 Sekunden schneller als seine Pole-Zeit aus der letzten Saison mit dem alten Chassis.

### Abschlusstraining
Im Abschlusstraining am Morgen vor dem Rennen fuhr Conway die schnellste Runde vor Satō und Wilson. Die Strecke war nach einem Regenschauer in der Nacht noch leicht feucht.

### Rennen
Beim Start behielt Power die Führung und auch die Positionen zwei und drei blieben unverändert. Dahinter übernahm Dixon mit einem guten Start den vierten Platz. Power führte zunächst ungefährdet.
In der 12 Runde kam es zu mehreren Verschiebungen. Legge war auf der Start-Ziel-Geraden mit einem Elektrikdefekt stehen geblieben. Unter anderem entschied sich Power für einen Boxenstopp, wodurch die Führung an Briscoe ging. Legge fuhr nach einem Reparaturstopp weiter, fiel jedoch im weiteren Verlauf des Rennens aus.
Kurz dem Restart kam es zur nächsten Gelbphase, nachdem James Jakes in der Streckenbegrenzung von Kurve 10 stehen blieb. In dieser Gelbphase fielen Tony Kanaan und de Silvestro mit technischen Problemen aus. Power war in der Zwischenzeit ins Mittelfeld zurückgefallen. Die nun führenden Piloten fuhren erst am Anfang des zweiten Renndrittels ihren ersten Boxenstopp durch.
Unter anderem fiel Castroneves durch diesen Stopp hinter Carpenter zurück. Nachdem er längere Zeit nicht an ihm vorbeigekommen war, berührten sich beide Fahrzeuge in der letzten Kurve. Dabei drehte Castroneves seinen Kontrahenten, der infolgedessen auf der Start-Ziel-Geraden liegen blieb und eine weitere Gelbphase notwendig wurde. In dieser Gelbphase absolvierten die meisten Piloten, die nicht auf einer Zwei-Stopp-Strategie waren, ihren zweiten Stopp.

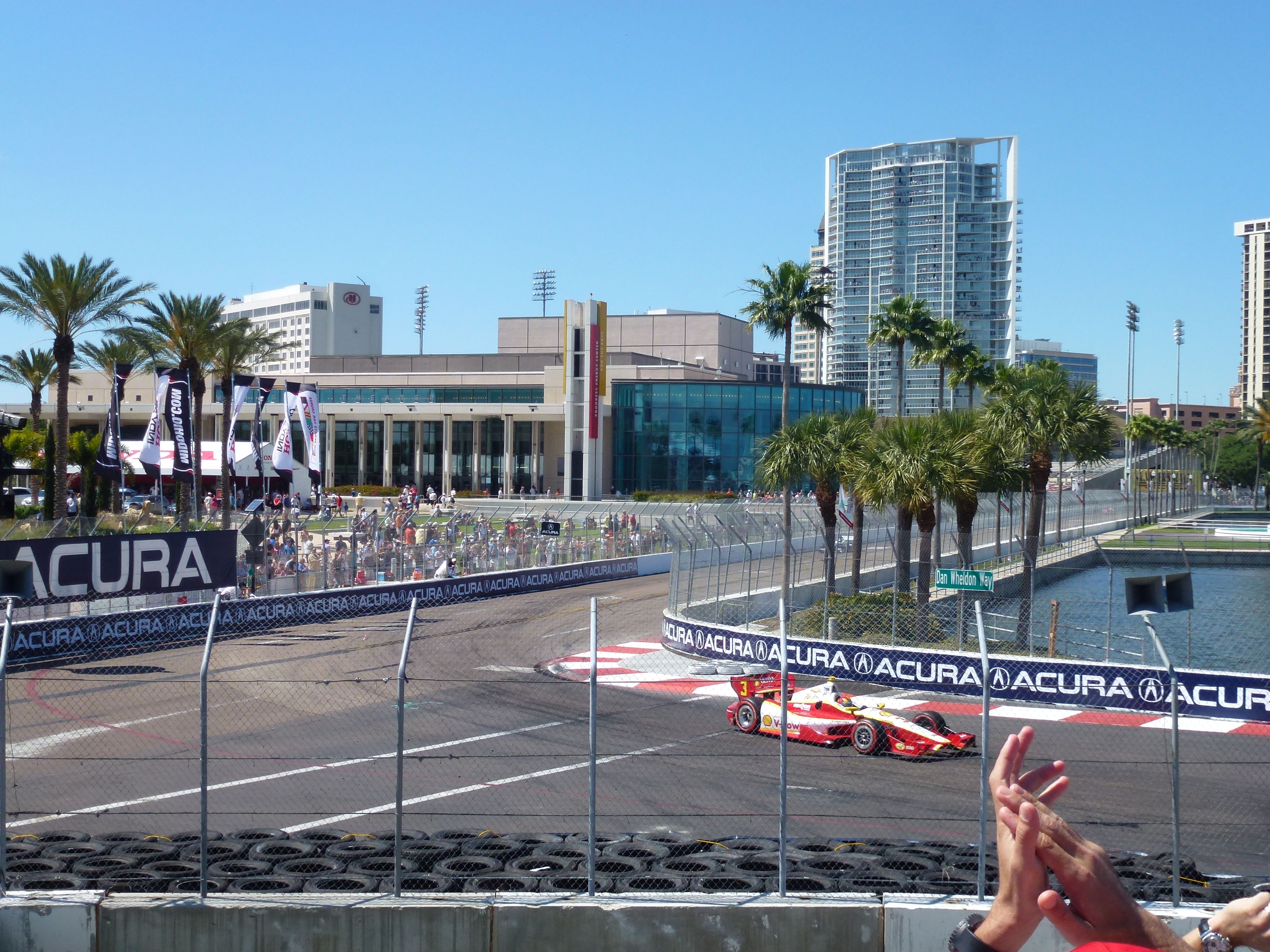
Hélio Castroneves in Führung liegend in Kurve 10 in der Schlussrunde

Anschließend gab es keine weiteren Gelbphasen mehr. Dixon führte das Rennen zunächst bis zu seinem zweiten und letzten Stopp vor Castroneves an. Nachdem beide Piloten an der Box waren, überholte Castroneves Dixon und setzte sich von ihm ab. Nachdem die restlichen Piloten an der Box waren, lag Castroneves ungefährdet in Führung. Bei dem Grand Prix fielen speziell in der Schlussphase mehrere Piloten mit technischen Problemen aus.
Schließlich gewann Castroneves das Rennen mit einem Vorsprung von etwa fünf Sekunden. Es war bereits Castroneves dritter Sieg beim Honda Grand Prix of St. Petersburg. Er war zu dem Zeitpunkt der einzige mehrfache Sieger dieses Grand Prix. Es war sein erster Sieg seit dem IndyCar-Rennen in Motegi 2010. Hinter Castroneves komplettierten Dixon, Hunter-Reay, Hinchcliffe und Briscoe die Top Fünf. Von den ersten fünf Piloten stoppten bis auf Briscoe alle Piloten zweimal. Briscoe kam dreimal an die Box.

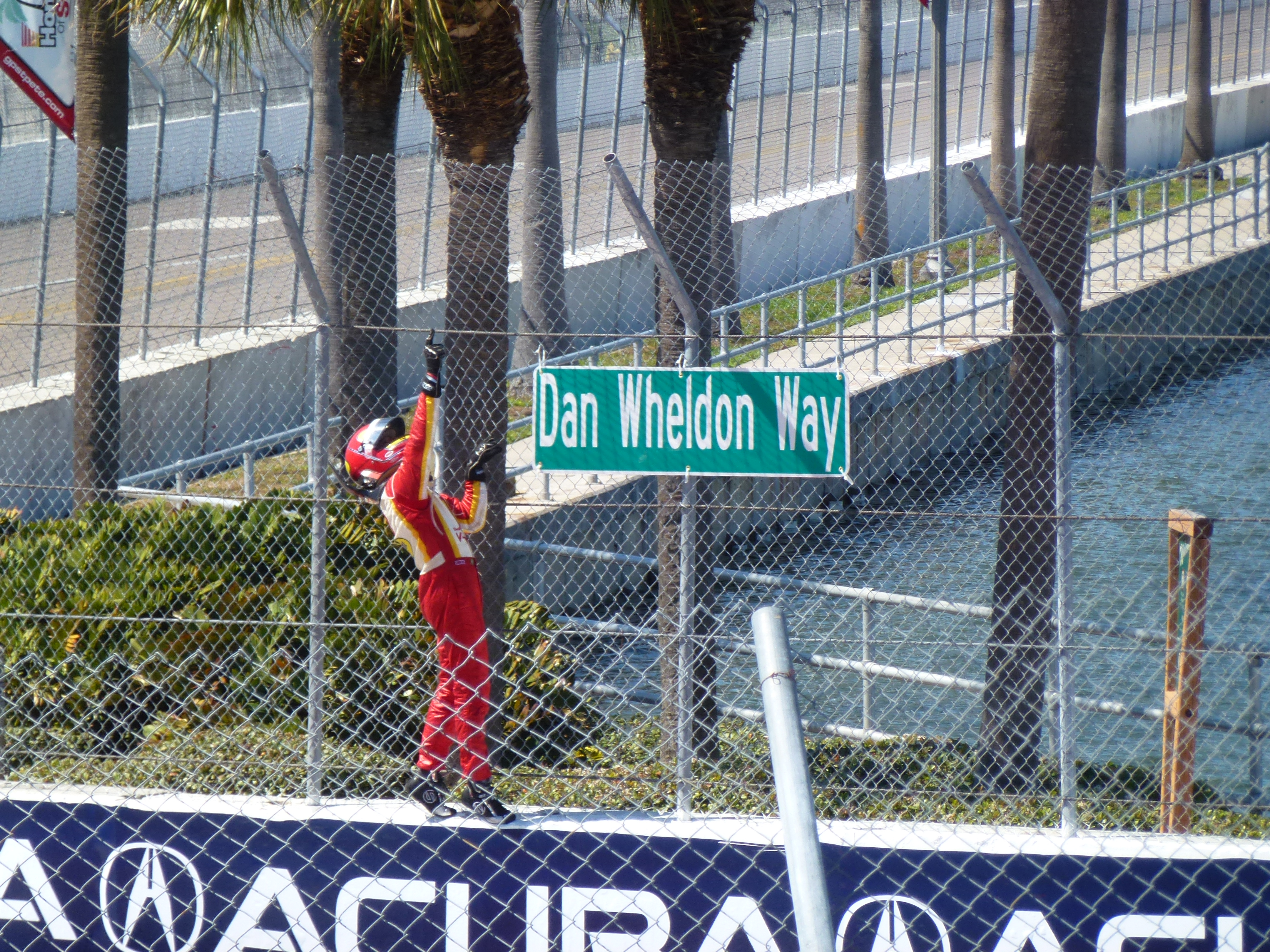
Castroneves steht nach seinem Sieg auf der Streckenbegrenzung in Kurve 10; er zeigt auf das Straßenschild Dan Wheldon Way und zum Himmel

Pagenaud erzielte bei diesem Rennen mit dem sechsten Platz seine bisher beste Platzierung in der IndyCar Series. Power wurde Siebter vor E. J. Viso, der kurz vor Rennende noch zu einem sogenannten Splash-and-Dash-Stopp, bei dem nur für wenige Runden Treibstoff nachgetankt wird, an die Box musste. Charlie Kimball und Wilson belegten die Positionen neun und zehn.
Nach dem Rennen hielt der Sieger Castroneves sein Fahrzeug nicht wie üblich auf der Start-Ziel-Geraden an, sondern in Kurve 10. Die dortige Straße war im Vorfeld des Grand Prix in Dan Wheldon Way umbenannt worden. Dan Wheldon war beim letzten Saisonrennen der IndyCar Series 2011 in Las Vegas tödlich verunglückt. Castroneves kletterte auf den Fangzaun an der Stelle, wo das Straßennamensschild angebracht war, und zeigte auf dieses. Castroneves klettert nach Siegen für Gewöhnlich auf den Fangzaun, was ihm den Namen „Spiderman“ einbrachte. Castroneves begründete sein Verhalten nach dem Rennen mit folgenden Worten: „Da gibt es keine Frage. Dieser Sieg gehört unserem Freund oben im Himmel, Dan Wheldon.“

## Meldeliste
Alle Teams und Fahrer verwendeten das Chassis Dallara DW12 mit einem Aero-Kit von Dallara und Reifen von Firestone.
| Team                                   | Nr. | Fahrer              | Motor     |
| -------------------------------------- | --- | ------------------- | --------- |
| Team Penske                            | 02  | Ryan Briscoe        | Chevrolet |
| Team Penske                            | 03  | Hélio Castroneves   | Chevrolet |
| Team Penske                            | 12  | Will Power          | Chevrolet |
| Panther Racing                         | 04  | J. R. Hildebrand    | Chevrolet |
| KV Racing Technology                   | 05  | E. J. Viso          | Chevrolet |
| KV Racing Technology                   | 08  | Rubens Barrichello  | Chevrolet |
| KV Racing Technology                   | 11  | Tony Kanaan         | Chevrolet |
| Lotus-Dragon Racing                    | 06  | Katherine Legge     | Lotus     |
| Lotus-Dragon Racing                    | 07  | Sébastien Bourdais  | Lotus     |
| Target Chip Ganassi Racing             | 9   | Scott Dixon         | Honda     |
| Target Chip Ganassi Racing             | 10  | Dario Franchitti    | Honda     |
| A. J. Foyt Enterprises                 | 14  | Mike Conway         | Honda     |
| Rahal Letterman Lanigan                | 15  | Takuma Satō         | Honda     |
| Dale Coyne Racing                      | 18  | Justin Wilson       | Honda     |
| Dale Coyne Racing                      | 19  | James Jakes         | Honda     |
| Ed Carpenter Racing                    | 20  | Ed Carpenter        | Chevrolet |
| Lotus – DRR                            | 22  | Oriol Servià        | Lotus     |
| Andretti Autosport                     | 26  | Marco Andretti      | Chevrolet |
| Andretti Autosport                     | 27  | James Hinchcliffe   | Chevrolet |
| Andretti Autosport                     | 28  | Ryan Hunter-Reay    | Chevrolet |
| Service Central Chip Ganassi Racing    | 38  | Graham Rahal        | Honda     |
| Sarah Fisher Hartman Racing            | 67  | Josef Newgarden     | Honda     |
| Schmidt-Hamilton Motorsports           | 77  | Simon Pagenaud      | Honda     |
| Lotus-HVM Racing                       | 78  | Simona de Silvestro | Lotus     |
| Novo Nordisk Chip Ganassi Racing       | 83  | Charlie Kimball     | Honda     |
| Bryan Herta Autosport w/Curb-Agajanian | 98  | Alex Tagliani       | Lotus     |

Quelle: 

## Klassifikationen

### Qualifying
| Pos. | Fahrer              | Team                                   | Fahrzeug          | Gruppe 1  | Gruppe 2  | Top 12    | FF6       | Start |
| ---- | ------------------- | -------------------------------------- | ----------------- | --------- | --------- | --------- | --------- | ----- |
| 01   | Will Power          | Team Penske                            | Dallara-Chevrolet | —         | 1:01,9845 | 1:01,4814 | 1:01,3721 | 01    |
| 02   | Ryan Briscoe        | Team Penske                            | Dallara-Chevrolet | 1:02,1169 | —         | 1:01,5300 | 1:01,5357 | 02    |
| 03   | Ryan Hunter-Reay    | Andretti Autosport                     | Dallara-Chevrolet | —         | 1:01,9645 | 1:01,7296 | 1:01,9321 | 03    |
| 04   | James Hinchcliffe   | Andretti Autosport                     | Dallara-Chevrolet | —         | 1:02,0012 | 1:01,4491 | 1:01,9701 | 04    |
| 05   | Hélio Castroneves   | Team Penske                            | Dallara-Chevrolet | 1:01,9518 | —         | 1:01,7614 | 1:01,9987 | 05    |
| 06   | Simon Pagenaud      | Schmidt-Hamilton Motorsports           | Dallara-Honda     | 1:01,9855 | —         | 1:01,6860 | 1:02,1095 | 16    |
| 07   | Scott Dixon         | Target Chip Ganassi Racing             | Dallara-Honda     | —         | 1:02,1713 | 1:01,7636 | —         | 06    |
| 08   | Marco Andretti      | Andretti Autosport                     | Dallara-Chevrolet | —         | 1:02,0417 | 1:01,7895 | —         | 07    |
| 09   | Tony Kanaan         | KV Racing Technology                   | Dallara-Chevrolet | 1:02,3395 | —         | 1:01,8699 | —         | 08    |
| 10   | Dario Franchitti    | Target Chip Ganassi Racing             | Dallara-Honda     | —         | 1:02,1321 | 1:01,9570 | —         | 09    |
| 11   | Graham Rahal        | Service Central Chip Ganassi Racing    | Dallara-Honda     | 1:02,3994 | —         | 1:02,0233 | —         | 10    |
| 12   | Mike Conway         | A. J. Foyt Enterprises                 | Dallara-Honda     | 1:02,4101 | —         | 1:02,5084 | —         | 11    |
| 13   | E. J. Viso          | KV Racing Technology                   | Dallara-Chevrolet | 1:02,5146 | —         | —         | —         | 12    |
| 14   | Rubens Barrichello  | KV Racing Technology                   | Dallara-Chevrolet | —         | 1:02,2009 | —         | —         | 13    |
| 15   | Takuma Satō         | Rahal Letterman Lanigan                | Dallara-Honda     | 1:02,6015 | —         | —         | —         | 14    |
| 16   | Justin Wilson       | Dale Coyne Racing                      | Dallara-Honda     | —         | 1:02,2538 | —         | —         | 15    |
| 17   | Alex Tagliani       | Bryan Herta Autosport w/Curb-Agajanian | Dallara-Lotus     | 1:02,6506 | —         | —         | —         | 17    |
| 18   | J. R. Hildebrand    | Panther Racing                         | Dallara-Chevrolet | —         | 1:02,4426 | —         | —         | 18    |
| 19   | Josef Newgarden     | Sarah Fisher Hartman Racing            | Dallara-Honda     | 1:02,7155 | —         | —         | —         | 19    |
| 20   | James Jakes         | Dale Coyne Racing                      | Dallara-Honda     | —         | 1:02,5271 | —         | —         | 20    |
| 21   | Simona de Silvestro | Lotus-HVM Racing                       | Dallara-Lotus     | 1:02,8218 | —         | —         | —         | 21    |
| 22   | Charlie Kimball     | Novo Nordisk Chip Ganassi Racing       | Dallara-Honda     | —         | 1:03,0437 | —         | —         | 22    |
| 23   | Oriol Servià        | Lotus – DRR                            | Dallara-Lotus     | 1:02,8771 | —         | —         | —         | 23    |
| 24   | Ed Carpenter        | Ed Carpenter Racing                    | Dallara-Chevrolet | —         | 1:03,3591 | —         | —         | 24    |
| 25   | Katherine Legge     | Lotus-Dragon Racing                    | Dallara-Lotus     | 1:04,1654 | —         | —         | —         | 25    |
| 26   | Sébastien Bourdais  | Lotus-Dragon Racing                    | Dallara-Lotus     | —         | 1:05,6858 | —         | —         | 26    |

Anmerkungen
1. ↑  Simon Pagenaud wurde aufgrund eines Motorenwechsels um 10 Positionen nach hinten versetzt.

Quellen: 

### Rennen
| Pos. | Fahrer              | Team                                   | Fahrzeug          | Runden | Zeit         | Start | Führungsrunden |
| ---- | ------------------- | -------------------------------------- | ----------------- | ------ | ------------ | ----- | -------------- |
| 01   | Hélio Castroneves   | Team Penske                            | Dallara-Chevrolet | 100    | 1:59:50,9863 | 05    | 28             |
| 02   | Scott Dixon         | Target Chip Ganassi Racing             | Dallara-Honda     | 100    | + 5,5292     | 06    | 37             |
| 03   | Ryan Hunter-Reay    | Andretti Autosport                     | Dallara-Chevrolet | 100    | + 7,5824     | 03    | 0              |
| 04   | James Hinchcliffe   | Andretti Autosport                     | Dallara-Chevrolet | 100    | + 10,6526    | 04    | 0              |
| 05   | Ryan Briscoe        | Team Penske                            | Dallara-Chevrolet | 100    | + 11,7854    | 02    | 09             |
| 06   | Simon Pagenaud      | Schmidt-Hamilton Motorsports           | Dallara-Honda     | 100    | + 31,2623    | 16    | 0              |
| 07   | Will Power          | Team Penske                            | Dallara-Chevrolet | 100    | + 34,6582    | 01    | 11             |
| 08   | E. J. Viso          | KV Racing Technology                   | Dallara-Chevrolet | 100    | + 35,5943    | 12    | 0              |
| 09   | Charlie Kimball     | Novo Nordisk Chip Ganassi Racing       | Dallara-Honda     | 100    | + 43,1425    | 22    | 0              |
| 10   | Justin Wilson       | Dale Coyne Racing                      | Dallara-Honda     | 100    | + 44,3141    | 15    | 0              |
| 11   | Josef Newgarden     | Sarah Fisher Hartman Racing            | Dallara-Honda     | 100    | + 44,8275    | 19    | 0              |
| 12   | Graham Rahal        | Service Central Chip Ganassi Racing    | Dallara-Honda     | 100    | + 45,1080    | 10    | 0              |
| 13   | Dario Franchitti    | Target Chip Ganassi Racing             | Dallara-Honda     | 100    | + 45,8468    | 09    | 01             |
| 14   | Marco Andretti      | Andretti Autosport                     | Dallara-Chevrolet | 099    | + 1 Runde    | 07    | 0              |
| 15   | Alex Tagliani       | Bryan Herta Autosport w/Curb-Agajanian | Dallara-Lotus     | 099    | + 1 Runde    | 17    | 0              |
| 16   | Oriol Servià        | Lotus – DRR                            | Dallara-Lotus     | 099    | + 1 Runde    | 23    | 0              |
| 17   | Rubens Barrichello  | KV Racing Technology                   | Dallara-Chevrolet | 098    | DNF          | 13    | 0              |
| 18   | Ed Carpenter        | Ed Carpenter Racing                    | Dallara-Chevrolet | 098    | + 2 Runden   | 24    | 0              |
| 19   | J. R. Hildebrand    | Panther Racing                         | Dallara-Chevrolet | 096    | DNF          | 18    | 03             |
| 20   | Mike Conway         | A. J. Foyt Enterprises                 | Dallara-Honda     | 075    | DNF          | 11    | 0              |
| 21   | Sébastien Bourdais  | Lotus-Dragon Racing                    | Dallara-Lotus     | 073    | DNF          | 26    | 0              |
| 22   | Takuma Satō         | Rahal Letterman Lanigan                | Dallara-Honda     | 073    | DNF          | 14    | 11             |
| 23   | Katherine Legge     | Lotus-Dragon Racing                    | Dallara-Lotus     | 059    | DNF          | 25    | 0              |
| 24   | Simona de Silvestro | Lotus-HVM Racing                       | Dallara-Lotus     | 022    | DNF          | 21    | 0              |
| 25   | Tony Kanaan         | KV Racing Technology                   | Dallara-Chevrolet | 021    | DNF          | 08    | 0              |
| 26   | James Jakes         | Dale Coyne Racing                      | Dallara-Honda     | 019    | DNF          | 20    | 0              |

Quellen: 

#### Führungsabschnitte
| Abschnitt | Runden | Fahrer            |
| --------- | ------ | ----------------- |
| 01        | 1–11   | Will Power        |
| 02        | 12–20  | Ryan Briscoe      |
| 03        | 21–36  | Scott Dixon       |
| 04        | 37–46  | Takuma Satō       |
| 05        | 47     | Dario Franchitti  |
| 06        | 48–68  | Scott Dixon       |
| 07        | 69–70  | Hélio Castroneves |
| 08        | 71     | Takuma Satō       |
| 09        | 72–74  | J. R. Hildebrand  |
| 10        | 75–100 | Hélio Castroneves |

Quellen: 

#### Gelbphasen
| Nr. | Dauer | Runden | Grund für Gelbphase                                                |
| --- | ----- | ------ | ------------------------------------------------------------------ |
| 1   | 13–16 | 4      | Stillstand: Katherine Legge (#6) auf der Start-Ziel-Geraden        |
| 2   | 20–27 | 8      | Kontakt: James Jakes (#19) in Kurve 10                             |
| 3   | 46–48 | 3      | Kontakt: Hélio Castroneves (#3) und Ed Carpenter (#20) in Kurve 14 |

Quellen: 

## Punktestände nach dem Rennen

### Fahrerwertung
Die Punktevergabe wird hier erläutert.
| Pos. | Fahrer            | Punkte |
| ---- | ----------------- | ------ |
| 01.  | Hélio Castroneves | 50     |
| 02.  | Scott Dixon       | 42     |
| 03.  | Ryan Hunter-Reay  | 35     |
| 04.  | James Hinchcliffe | 32     |
| 05.  | Ryan Briscoe      | 30     |
| 06.  | Simon Pagenaud    | 28     |
| 07.  | Will Power        | 27     |
| 08.  | E. J. Viso        | 24     |
| 09.  | Charlie Kimball   | 22     |

| Pos. | Fahrer             | Punkte |
| ---- | ------------------ | ------ |
| 10.  | Justin Wilson      | 20     |
| 11.  | Josef Newgarden    | 19     |
| 12.  | Graham Rahal       | 18     |
| 13.  | Dario Franchitti   | 17     |
| 14.  | Marco Andretti     | 16     |
| 15.  | Alex Tagliani      | 15     |
| 16.  | Oriol Servià       | 14     |
| 17.  | Rubens Barrichello | 13     |
| 18.  | Ed Carpenter       | 12     |

| Pos. | Fahrer              | Punkte |
| ---- | ------------------- | ------ |
| 19.  | J. R. Hildebrand    | 12     |
| 20.  | Mike Conway         | 12     |
| 21.  | Sébastien Bourdais  | 12     |
| 22.  | Takuma Satō         | 12     |
| 23.  | Katherine Legge     | 12     |
| 24.  | Simona de Silvestro | 12     |
| 25.  | Tony Kanaan         | 10     |
| 26.  | James Jakes         | 10     |

### Herstellerwertung
| Pos. | Hersteller | Punkte |
| ---- | ---------- | ------ |
| 01.  | Chevrolet  | 9      |
| 02.  | Honda      | 6      |
| 03.  | Lotus      | 4      |